# Kernenergie in Deutschland

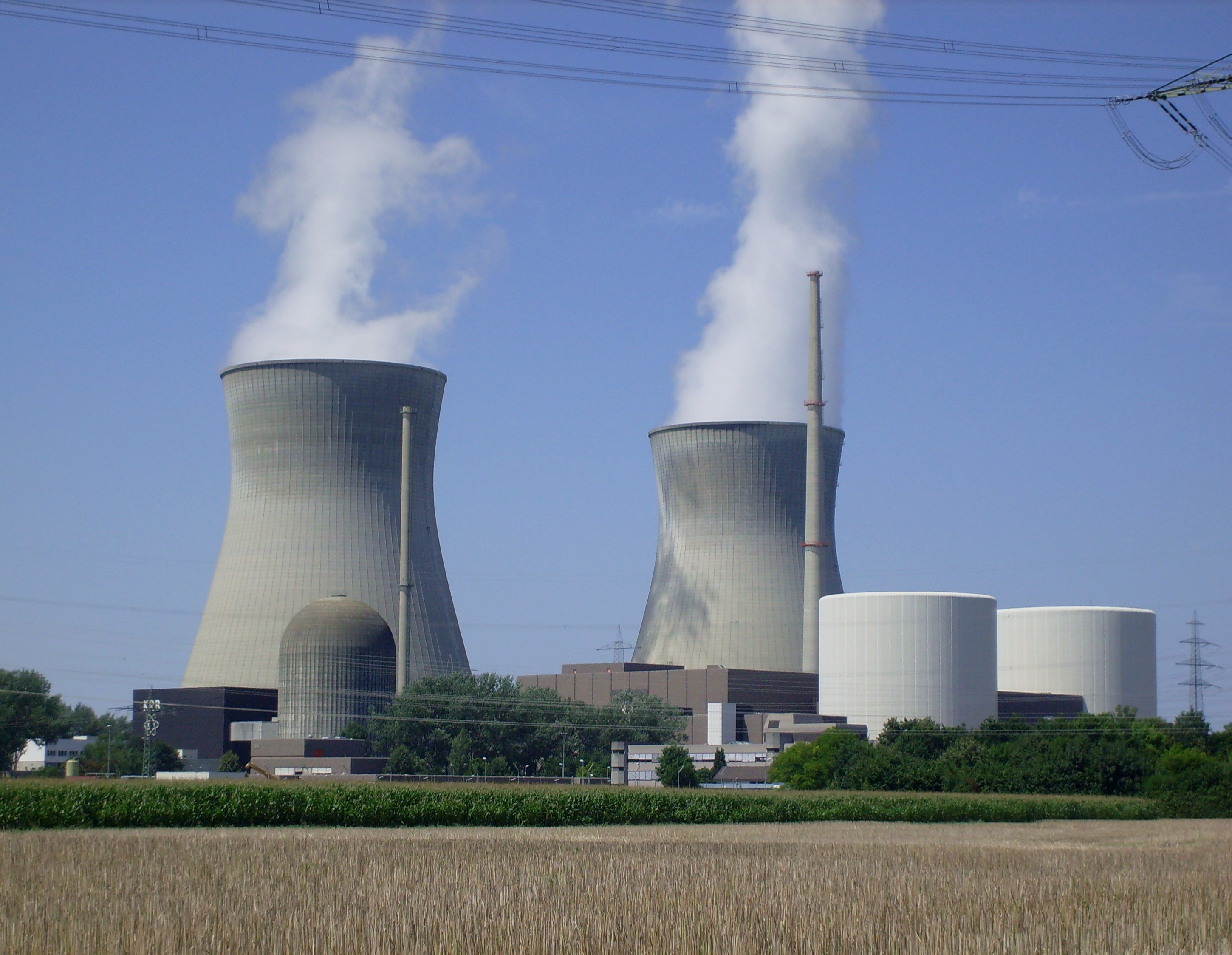
Kernkraftwerk Gundremmingen, das ehemals leistungsstärkste Kernkraftwerk in Deutschland

Anteil der Stromerzeugung aus Kernenergie pro Land

Die Kernenergie in Deutschland erreichte zeitweise einen Anteil von bis zu 30 % der Stromerzeugung in Deutschland. Zwischen 1961 und 2023 wurden insgesamt 37 Kernreaktoren kommerziell betrieben, wobei überwiegend Druck- und Siedewasserreaktoren im Einsatz waren.
Anfängliche Euphorie über die neue Technik wich im Laufe der Jahre zunehmender Skepsis und Ablehnung, was schließlich zum Atomausstieg führte. Infolgedessen wurden die letzten drei Kernkraftwerke in Deutschland am 15. April 2023 abgeschaltet.

## Geschichte

### Vorgeschichte

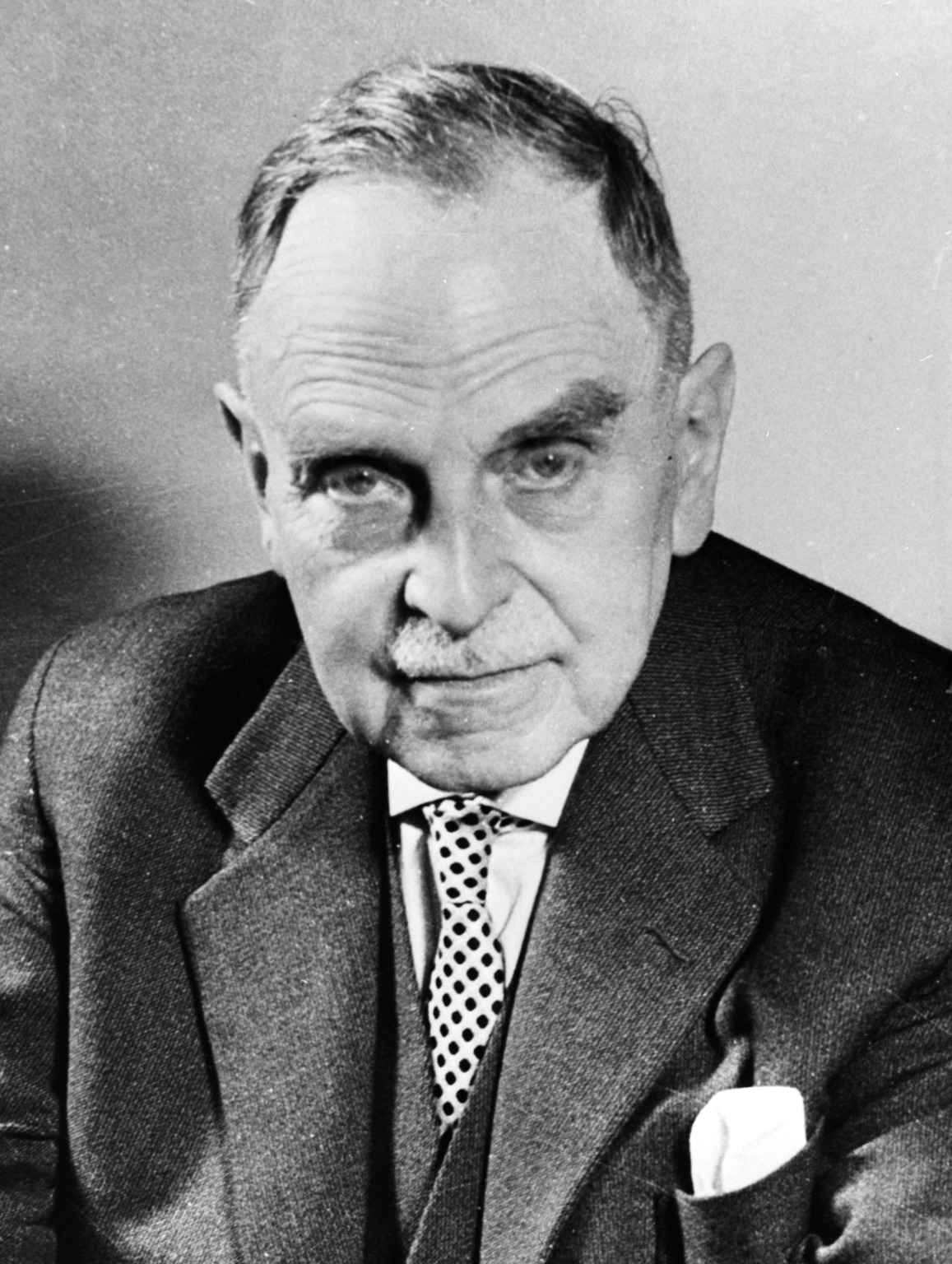
Otto Hahn, der Entdecker der Kernspaltung, war Vertreter der Bundesrepublik Deutschland auf der Genfer Atomkonferenz und setzte sich für die friedliche Nutzung der Kernenergie ein.

Im Dezember 1953 hatte US-Präsident Dwight D. Eisenhower vor der UN-Generalversammlung seine Rede Atoms for Peace gehalten, in deren Folge 1955 die erste Genfer Atomkonferenz zustande kam und zwei Jahre später die Internationale Atomenergie-Organisation (IAEO) in Wien gegründet wurde. Die Konferenz löste in Deutschland eine Aufbruchstimmung aus, und die bundesdeutsche Presse widmete sich ausführlich den Entwicklungen in Genf. In den 1950er-Jahren war die Haltung Deutschlands zur Kernenergie geprägt von dem Bestreben, den technologischen Rückstand in der Atomforschung aufzuholen. Die Risiken beim Betrieb von Kernkraftwerken wurden nicht höher eingeschätzt, als die anderer technischer Unternehmen. S. 51 ff.
Bedeutende Physiker wie Otto Hahn und Werner Heisenberg drängten darauf, die friedliche Nutzung der Kernenergie voranzutreiben. Am 6. Oktober 1955 wurde durch einen Organisationserlass von Bundeskanzler Konrad Adenauer das Bundesministerium für Atomfragen gegründet. Die Ausarbeitung eines gesetzlichen Rahmens zum Umgang mit der Kernenergie gestaltete sich als komplex, und das parlamentarische Gesetzgebungsverfahren zog sich bis Ende 1959 hin. Schließlich wurde am 23. Dezember 1959 das Gesetz über die friedliche Verwendung der Kernenergie und den Schutz gegen ihre Gefahren (Atomgesetz) verabschiedet. Diese Gesetzgebung stärkte die Bundeskompetenz im Bereich der Atomenergie und legte die Grundlage für die Auftragsverwaltung durch die Länder. Der erste Bundesminister für Atomfragen, Franz Josef Strauß, spielte eine entscheidende Rolle bei der Ausarbeitung des Atomgesetzes und setzte sich für die Bildung der Deutschen Atomkommission als beratendes Organ ein. S. 64 ff.

### Kernkraftwerke in Deutschland

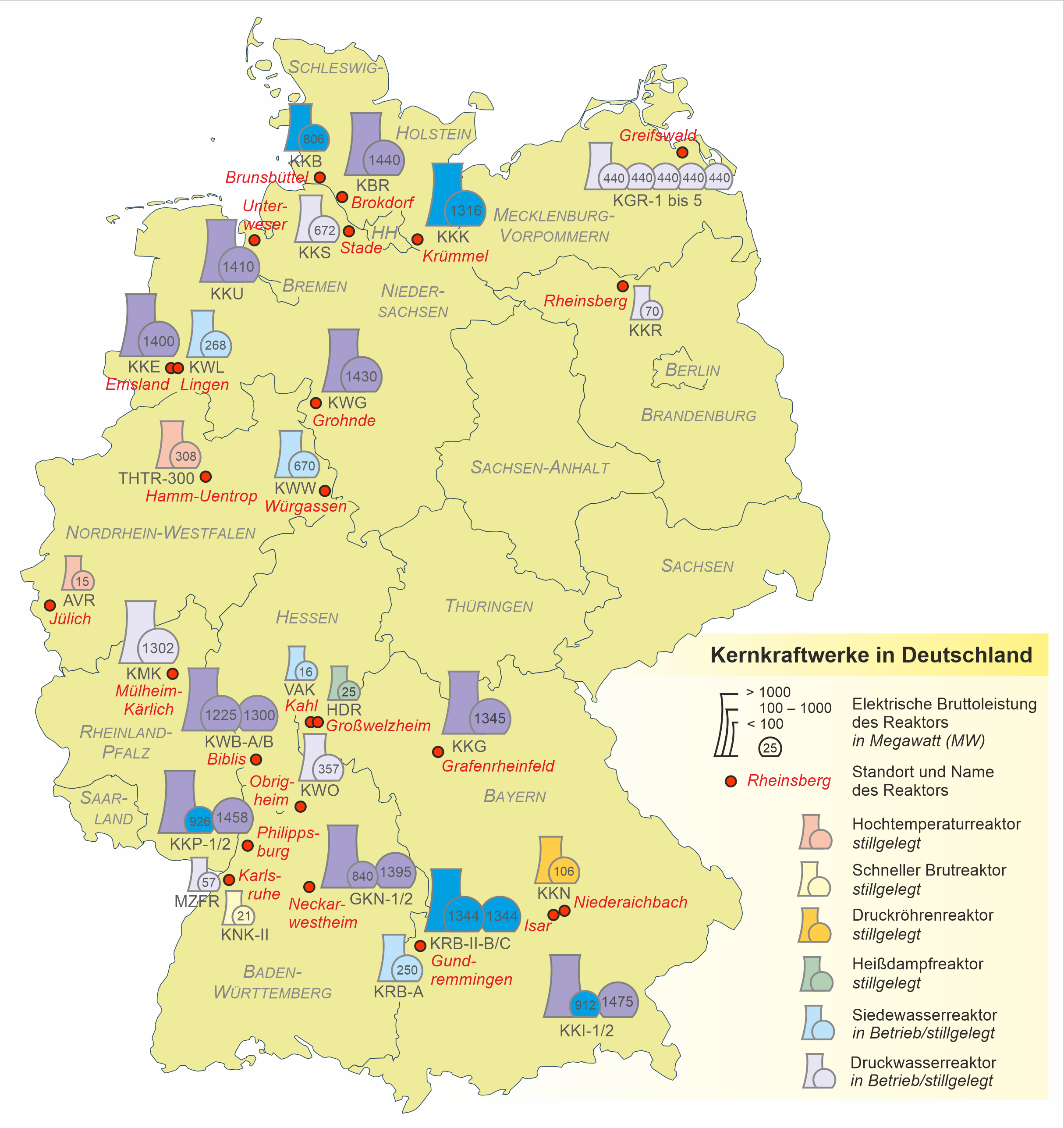
Kernkraftwerke in Deutschland

Im Juni 1961 speiste das Versuchsatomkraftwerk Kahl erstmals Strom in das westdeutsche Verbundnetz ein. In den darauf folgenden Jahren entstanden weitere Kernkraftwerke, darunter das erste wirtschaftlich genutzte Kernkraftwerk der DDR, das Kernkraftwerk Rheinsberg. Anfangs dominierte eine Euphorie bezüglich der Kernkraft als saubere und zuverlässige Energiequelle. In den 1990er Jahren betrug der Anteil der Kernenergie am deutschen Strommix rund 30 Prozent. Doch ab 2011 nahm die Stromproduktion aus Kernenergie kontinuierlich ab, nachdem die deutsche Regierung beschloss, aus der Kernkraft auszusteigen. Im April 2023 wurden die letzten drei Kernkraftwerke, Emsland, Isar 2  und Neckarwestheim 2, abgeschaltet. Während der gesamten Ära der Kernkraftnutzung betrieben die deutschen Kernkraftwerke insgesamt 37 Reaktoren und erzeugten fast 5.600 Terawattstunden (TWh) elektrischen Strom. Diese Menge entspricht in etwa dem Zehnfachen des jährlichen Gesamtverbrauchs in Deutschland (ca. 550 TWh im Jahr 2022).
Die deutschen Kernkraftwerke, insbesondere die auf Leichtwasserreaktoren basierenden Anlagen, genossen international einen guten Ruf in Bezug auf ihre (sicherheits-)technische Auslegung. Im internationalen Vergleich verzeichneten die deutschen Anlagen wenige sicherheitsrelevante Zwischenfälle. Die drei in Deutschland bis zuletzt betriebenen Konvoi-Anlagen erzielten Verfügbarkeiten von über 90 Prozent, während der internationale Durchschnitt bei 80 bis 85 Prozent lag. Einige Länder übernahmen deutsche Designs für ihre eigenen Kernkraftwerke. Dies umfasst Anlagen in Argentinien, Brasilien, der Schweiz, Spanien und den Niederlanden.
In der DDR wurden Kernkraftwerke in Rheinsberg und Greifswald betrieben, die auf sowjetischen Wasser-Wasser-Energie-Reaktoren (WWER) basierten. Das Kernkraftwerk Rheinsberg speiste ab 1966 mit einem WWER-70 rund 62 MW Leistung Strom ins Netz ein, später gefolgt von einem Druckwasserreaktor in Greifswald. In Greifswald wurden insgesamt vier WWER-440-Blöcke betrieben, während ein weiterer (Block 5) zur Zeit der Wiedervereinigung in Betrieb genommen wurde und drei weitere im Bau waren. Aufgrund von Sicherheitsbedenken wurden die Anlagen in Greifswald und Rheinsberg im Jahr 1990 stillgelegt.

### Atomausstieg

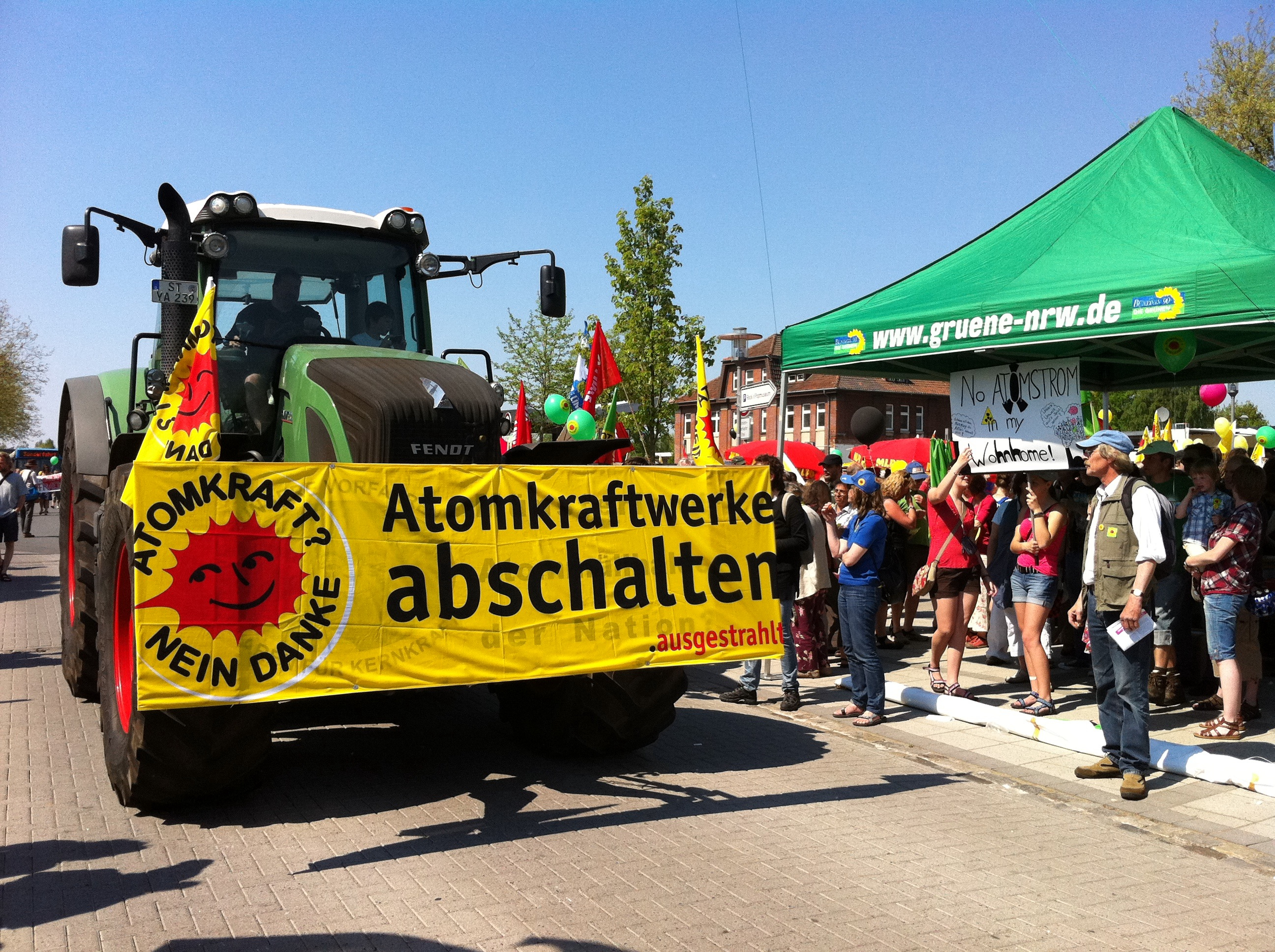
Anti-Atomkraft-Demonstration in Gronau anlässlich des 25. Jahrestages der Nuklearkatastrophe von Tschernobyl

Zwischen 1957 und 2004 wurden in Deutschland etwa 110 kerntechnische Anlagen in Betrieb genommen. Dabei waren der erfolgreiche Kampf und der auf einer breiten Basis in der Bevölkerung beruhende Widerstand gegen die Errichtung eines Kernkraftwerk Wyhl am Kaiserstuhl zwischen 1975 und 1982 ein grundlegender Impuls für die neuzeitliche Antiatomkraft-, Bürgerinitiativen- und Umweltbewegung in Deutschland, inklusive der Herausbildung und Gründung einer „grünen“ Partei.
Ein Atomausstieg wurde in Deutschland erstmals im Jahr 2000 unter der rot-grünen Bundesregierung (Kabinett Schröder I) in einem Atomkonsens genannten Vertrag der Bundesrepublik mit den verschiedenen Betreibergesellschaften geregelt. 2002 wurde das deutsche Atomgesetz auf Grundlage dieses Vertrags novelliert. Im Atomkonsens wurde ausgehend von einer Regellaufzeit von etwa 32 Jahren bestimmt, welche „Reststrommenge“ ein Kernkraftwerk vor seiner Stilllegung noch produzieren darf. Legte man die Stromproduktion der einzelnen Kraftwerke aus der Vergangenheit zu Grunde, ergäbe sich aus den damals zugeteilten Reststrommengen, dass etwa 2021 das letzte von 19 deutschen Kernkraftwerken stillgelegt werden würde. Da im Rahmen des Atomkonsenses Reststrommengen zwischen Kraftwerken übertragen werden konnten, wurden die Kernkraftwerke Stade (am 14. November 2003) und Obrigheim (am 11. Mai 2005) stillgelegt.
Am 28. Oktober 2010 beschloss der Bundestag mit schwarz-gelber Mehrheit unter dem Kabinett Merkel II mit einer weiteren Novelle des Atomgesetzes nun eine Laufzeitverlängerung, demnach sollten die Betriebszeiten der vor 1980 in Betrieb gegangenen sieben Anlagen um je acht Jahre verlängert und die der zehn übrigen Kernkraftwerke um je 14 Jahre verlängert werden.
Dies wurde in der Öffentlichkeit als Ausstieg aus dem Ausstieg bezeichnet. Im Gegenzug verpflichten sich die Energiekonzerne zu einer jährlichen Zahlung von je 300 Millionen Euro in den Jahren 2011 und 2012 und von je 200 Millionen Euro bis 2016. Geplant war, mit diesen Mittel den Energie- und Klimafonds zu finanzieren. Zudem führte die Bundesregierung (wie am 6. September avisiert) für sechs Jahre – vom 1. Januar 2011 bis 31. Dezember 2016 – eine Brennelementesteuer in Höhe von jährlich 2,3 Milliarden Euro ein.
Diese Laufzeitverlängerung wurde 2011 – nach dem Beginn der Nuklearkatastrophe von Fukushima – revidiert. Dies wurde in der Öffentlichkeit als Ausstieg vom Ausstieg vom Ausstieg bezeichnet. Nach dem am 14. März 2011 bekanntgegebenen Laufzeit-Moratorium stellten die Betreiber ihre Zahlungen an den Energie- und Klimafonds ein.
Die Bundesregierung erlaubte in der Energiekrise nach dem Energiekonflikt 2022 den Weiterbetrieb der drei letzten Kernkraftwerke Emsland, Isar 2 und Neckarwestheim 2 bis Mitte April 2023; dafür war eine Gesetzesänderung nötig, da im Jahr 2011 im Atomgesetz der schrittweise Ausstieg abschließend für Ende 2022 vorgesehen war. Im April 2023 gingen die Kernkraftwerke Emsland, Isar 2 und Neckarwestheim 2 vom Netz.

### Nach dem Ausstieg
Nach dem Atomausstieg gab und gibt es immer wieder Pläne, Vorschläge und Anregungen, zur Nutzung der Atomenergie zurückzukehren. Vor allem während der Energiekrise infolge des russischen Angriffskrieges gegen die Ukraine debattierten Öffentlichkeit und Politik über Weiternutzung von Kraftwerken sowie über mögliche Neubauten.
Ein im 20. Deutschen Bundestag eingebrachter Antrag der Fraktion der CDU/CSU mit dem Thema „Notwendige Nutzung der Kernenergie in der Energiekrise – Rückbau stoppen, Moratorium umsetzen“ (Bundestagsdrucksache 20/10967) sah vor, die drei zuletzt abgeschalteten Kernkraftwerke mit einem Rückbau-Moratorium zu belegen; er wurde mit den Stimmen der Koalitionsfraktionen SPD, FDP und Grüne, der Gruppe Die Linke und eines fraktionslosen Abgeordneten abgelehnt.

## Kernbrennstoff
Während in Westdeutschland mit insgesamt etwa 700 t Uran nur unwesentliche Mengen Uran abgebaut wurden, betrug die geförderte Menge auf dem Gebiet der DDR von 1946 bis 1990 über 210.000 Tonnen. Das dort gewonnene Uran wurde für den Bau sowjetischer Kernwaffen sowie für den Betrieb von Kernkraftwerken aus dem Ostblock verwendet. Deutschland war deshalb wie der Rest der Europäischen Union auf Importe aus verschiedenen Ländern angewiesen, wie Kasachstan, Niger, Kanada oder Russland.
Zur Herstellung von Kernbrennstoff verfügt Deutschland seit 1985 über eine Urananreicherungsanlage in Gronau und eine Brennelementefabrik in Lingen, die seit 1979 in Betrieb ist. In Wackersdorf war eine Anlage zur Wiederaufarbeitung geplant, wurde aber aufgrund von massiven Protesten nie fertiggestellt. Von 1971 bis 1990 war eine entsprechende Anlage in Karlsruhe in Betrieb. Deutschland schickte seine abgebrannten Brennelemente zur Wiederaufarbeitung zudem nach Frankreich, England, Belgien oder Russland. Diese Praxis wurde im Jahr 2005 gesetzlich untersagt, womit Deutschland auf Wiederaufarbeitung verzichtete (offener Brennstoffkreislauf).

## Radioaktiver Abfall
Etwa 95 % des radioaktiven Abfalls in Deutschland stammen aus der Erforschung, dem Betrieb und dem Rückbau von Kernkraftwerken. Das Gesamtvolumen des Abfalls, das in der Bundesrepublik voraussichtlich anfällt, beläuft sich nach Konditionierung auf schätzungsweise 27.000 Kubikmeter mit nennenswerter Wärmeentwicklung und bis zu 620.000 Kubikmeter mit geringer Wärmeentwicklung. Die Gesamtmenge hängt stark von der noch unbekannten Größe des Abfallvolumens ab, das aus der Schachtanlage Asse nach der Bergung und Konditionierung resultiert. Zudem lässt sich die genaue Menge der Rückstände aus der Urananreicherung noch nicht genau quantifizieren. Deutschland hat für etwa die Hälfte der schwach- und mittelradioaktiven Abfälle mit dem Endlager Konrad eine Entsorgungslösung. Die Suche nach einem Endlagerstandort für hochradioaktive Abfälle in tiefer geologischer Formation gemäß dem Standortauswahlgesetz ist Aufgabe der Bundesgesellschaft für Endlagerung (BGE).
Radioaktive Abfälle werden bis zur Inbetriebnahme eines geeigneten Endlagers in Zwischenlagern aufbewahrt. In Deutschland existieren 15 solcher Zwischenlager, von denen 12 dezentrale Lager direkt an den Standorten der Kernkraftwerke liegen. Drei zentrale Zwischenlager befinden sich in Ahaus, Gorleben und Lubmin. Mittel- und schwachradioaktive Abfälle werden sowohl in den Standortzwischenlagern als auch in Landessammelstellen gelagert. Die meisten zentralen und dezentralen Zwischenlager werden von der bundeseigenen BGZ Gesellschaft für Zwischenlagerung betrieben. Die Genehmigungen für die Zwischenlager liegen in der Verantwortung des Bundesamtes für die Sicherheit der nuklearen Entsorgung (BASE).
Um die Finanzierung der Zwischen- und Endlagerung des radioaktiven Abfalls, der aus der gewerblichen Nutzung der Kernenergie entstanden ist, langfristig sicherzustellen, wurde der Fonds zur Finanzierung der kerntechnischen Entsorgung (KENFO) errichtet. 2017 wurden dem KENFO rund 24 Mrd. EUR von den Betreibern der Kernkraftwerke in Deutschland überwiesen.

## Sicherheit

### Zuständige Organisationen
Das Bundesministerium für Umwelt, Naturschutz, nukleare Sicherheit und Verbraucherschutz (BMUV) beauftragt seine Kommissionen, die Reaktor-Sicherheitskommission (RSK), die Entsorgungskommission (ESK) und die Strahlenschutzkommission (SSK), mit der Beratung zu bedeutenden Fragen im Zusammenhang mit atomrechtlichen Genehmigungs- und Aufsichtsverfahren, der Entwicklung von Regelwerken sowie der Sicherheitsforschung.
Zentrale Sachverständigenorganisation für die Sicherheit der Kernenergie, die das BMUV in Fachfragen zur Unterstützung heranzieht, ist die Gesellschaft für Anlagen- und Reaktorsicherheit (GRS) gGmbH.

### Zwischenfälle
In Deutschland gab es seit Einführung der Internationalen Bewertungsskala für nukleare Ereignisse (INES) drei Ereignisse der Kategorie INES 2, was Störfälle mit begrenztem Ausfall der Sicherheitsvorkehrungen bedeutet. Diese Ereignisse ereigneten sich 1998 im Kernkraftwerk Unterweser und zweimal im Jahr 2001 im Kernkraftwerk Philippsburg. In Philippsburg handelte es sich um unabhängige Vorfälle mit Abweichungen von Sollwerten für die Borkonzentration und den Füllstand in Flutbehältern des Not- und Nachkühlsystems. Vor der Einführung der INES-Skala gab es in Deutschland mehrere Ereignisse, die nachträglich mit INES-Stufe 2 oder höher bewertet worden wären, darunter das Abheben der Brennelement-Belademaschine vom Reaktordruckbehälter des Mehrzweckforschungsreaktors Karlsruhe im Jahr 1967 und das Bersten des mit dem Primärkreis verbundenen Entwässerungsbehälters innerhalb des Reaktorsicherheitsbehälters im Kernkraftwerk Obrigheim im Jahr 1972. S. 714 f. Im Kernkraftwerk Greifswald kam es im Jahr 1975 zu einem Kabelbrand, der die Stromversorgung mehrerer Kühlmittelpumpen unterbrach. Dieser Störfall entsprach in seinem Ausmaß der Kategorie INES 3.

### Sicherheitsüberprüfungen
Motiviert durch ähnliche Untersuchungen in den USA wurde 1976 in Deutschland eine Studie zur Risikobewertung von deutschen Kernkraftwerken anhand einer probabilistischen Sicherheitsanalyse in Auftrag gegeben, die als Deutsche Risikostudie (DRS) bekannt ist und in zwei Phasen durchgeführt wurde. Als Referenzanlage wurde das im gleichen Jahr in den kommerziellen Betrieb gegangene Kernkraftwerk Biblis B gewählt. Die Ergebnisse führten zu sicherheitstechnischen Verbesserungen in der Anlagentechnik und Störfallbeherrschung in deutschen Anlagen. Für Biblis B wurde die Häufigkeit von Kernschmelzen mit bedeutender Belastung des Sicherheitsbehälters auf einmal pro 1.000.000 bis 100.000.000 Jahre geschätzt. S. 687 ff. Eine 1992 vom Bundeswirtschaftsministerium in Auftrag gegebene Prognos-Studie „Abschätzung der Schäden durch einen sogenannten Super-Gau“, sieht die Eintrittswahrscheinlichkeit eines Super-GAUs bei einem Ereignis pro 33.333 Reaktorbetriebsjahren.
Nach der Nuklearkatastrophe von Tschernobyl im August 1986 beauftragte der Bundesumweltminister die Durchführung von Sicherheitsüberprüfungen aller Kernkraftwerke in Deutschland, unter Einbeziehung der Reaktorsicherheitskommission (RSK) und der Länderbehörden. Die Untersuchungen ergaben keine Mängel, die sofortige Maßnahmen erfordert hätten und sollten alle 10 Jahre wiederholt werden. S. 159 ff.
Als Reaktion auf die Nuklearkatastrophe von Fukushima im März 2011 hatte der EU-Energie-Kommissar Günther Oettinger die nuklearen Kontrollbehörden der EU-Mitgliedstaaten zur Simulation extremer Belastungen für die 143 in der EU vorhandenen Kernkraftwerke aufgefordert. Im Oktober 2012 stellte Oettinger das Ergebnis des Stresstests vor: Insgesamt sei die Situation „zufriedenstellend“. Kein Kernkraftwerk in der EU müsse aus technischer Sicht abgeschaltet werden. Dennoch bestünden vielfach erhebliche Mängel und großer Verbesserungsbedarf. Deutsche Kernkraftwerke schnitten vergleichsweise gut ab, bei den norddeutschen Anlagen wurden jedoch fehlende Erdbebenwarnsysteme bemängelt. S. 210 ff. Wenige Tage nach dem Beginn der Katastrophe in Fukushima gab Bundeskanzlerin Angela Merkel bekannt, dass alle 17 deutschen Kernkraftwerke für drei Monate einer Sicherheitsprüfung unterzogen werden sollen. Die dafür verantwortliche Reaktorsicherheitskommission (RSK) veröffentlichte am 16. Mai 2011 eine Stellungnahme, in der sie feststellte, dass deutsche Kernkraftwerke im Vergleich zum Kernkraftwerk in Fukushima besser auf Ereignisse wie Stromausfall und Hochwasser vorbereitet waren. Hinweise auf eine Notwendigkeit zur unverzüglichen Abschaltung deutscher Kernkraftwerke ergaben sich nach Einschätzung der RSK nicht. S. 212

## Rechtliches

### Genehmigungsrecht
Die Errichtung und der Betrieb eines Kernkraftwerkes sowie alle wesentlichen Änderungen bis hin zu Stilllegung und Abbau müssen in Deutschland nach Atomrecht genehmigt werden. Wesentlich ist hier § 7 „Genehmigung von Anlagen“ des Atomgesetzes.
Da derzeit in Deutschland keine neuen Kernkraftwerke errichtet werden dürfen (siehe Atomausstieg), bezieht sich daher § 7 Atomgesetz in der Praxis gegenwärtig nicht auf den Neubau von Anlagen.
Es besteht in atomrechtlichen Genehmigungsverfahren für Kernkraftwerke eine Pflicht zur Durchführung einer Umweltverträglichkeitsprüfung (UVP) als Teil des atomrechtlichen Genehmigungsverfahrens.
Zusätzlich gelten hier die Regelungen des Euratom-Vertrags. Art. 37 des Euratom-Vertrags verpflichtet jeden Mitgliedstaat, bestimmte Angaben zur Freisetzung radioaktiver Stoffe, auch beim Neubau oder Abbau von Kernkraftwerken, der EU-Kommission zu übermitteln. Erst nach Veröffentlichung einer Stellungnahme der EU-Kommission darf mit dem Vorhaben begonnen werden.
Angesichts der Schwere der möglichen Folgen von Unfällen ist die Genehmigung zum Betrieb von Kernkraftwerken generell an strenge technische und organisatorische Auflagen gebunden, die staatlich überwacht werden. In Deutschland verpflichtet das Atomgesetz die Betreiber eines Kernkraftwerks, die erforderliche Vorsorge vor Schäden stets auf dem „Stand von Wissenschaft und Technik“ zu halten. Für die Erteilung von Genehmigungen sind Ministerien zuständig. In Deutschland war das zunächst ein Landesministerium und übergeordnet auf Bundesebene das Bundesministerium für Umwelt, Naturschutz und Reaktorsicherheit (BMU). In seinem Auftrag überwacht das Bundesamt für Strahlenschutz (BfS) den Betrieb kerntechnischer Anlagen. Im Zuge der Novellierung sind die meisten Zuständigkeiten ab 2006 auch in Genehmigungsfragen auf das Bundesministerium übergegangen.

### Betreiberhaftung und Versicherung
Die Betreiber von deutschen Kernkraftwerken sind nach dem Atomgesetz zum Abschluss einer Deckungsvorsorge für den Fall eines nuklearen Unfalls verpflichtet. Die Deckungsvorsorge sichert Schäden im Rahmen einer Höchstgrenze von 2,5 Milliarden Euro ab. Darüber hinaus haftet der Betreiber in unbegrenzter Höhe. Die Rückversicherung erfolgt über die Deutsche Kernreaktor-Versicherungsgemeinschaft (DKVG) als Atompool.

### Emissionsüberwachung
Das Atomgesetz schreibt den Betreibern sowohl die Emissionsüberwachung wie auch die Mitteilung an die zuständigen Landesbehörden vor. Das Atomgesetz verpflichtet die Aufsichtsbehörden, neben Umgang und Verkehr mit radioaktiven Stoffen allgemein auch die Errichtung, den Betrieb und den Besitz von kerntechnischen Anlagen in einer Weise zu überwachen, dass sie von der Einhaltung der gesetzlichen Vorschriften und ihrer auf diesen Vorschriften beruhenden Anordnungen und Verfügungen sowie der Bestimmungen des Bescheids über die Genehmigung und nachträglicher Auflagen durch die Betreiber dieser Anlagen überzeugt sein können. Die Länder haben zu diesem Zweck dazu teilweise Behörden befugt. Alle Messungen müssen öffentlich zugänglich sein.

## Kosten und staatliche Förderung
Im Jahr 2021 beschäftigten sich die Wissenschaftlichen Dienste des Deutschen Bundestages mit den wirtschaftlichen Aspekten der Kernenergie in Deutschland. Dabei wurde eine vielfältige Quellenlage festgestellt, mit Informationen von staatlichen Stellen, wissenschaftlichen Veröffentlichungen und Interessenverbänden, insbesondere solchen, die eher kritisch gegenüber Kernenergie eingestellt sind oder sich für erneuerbare Energien einsetzen. Die Begriffe Kosten und Subventionen haben verschiedene Bedeutungen und ihre Berechnungsmethoden sind umstritten. Die Kostenanalyse von Kernenergie ist schwierig, da einige Analysen externe Kosten berücksichtigen, andere nicht. Die Datenlage ist insgesamt lückenhaft; dies betrifft auch die Gestehungskosten. Das Umweltbundesamt (UBA) sieht Schwierigkeiten bei der Ermittlung zuverlässiger Werte für die Folgekosten der Kernenergie, da diese je nach Studie stark variieren. Laut UBA liegen die Folgekosten jedoch mindestens so hoch wie die der Verstromung von Braunkohle. Nach einer Studie im Auftrag von Green Planet Energy eG (vormals Greenpeace Energy eG) durch das Forum Ökologisch-Soziale Marktwirtschaft (FÖS) betrugen die gesamtgesellschaftlichen Kosten der Kernenergie in Deutschland von 2007 bis 2019 zwischen 348 und 533 Mrd. Euro. Finanzhilfen und Steuervergünstigungen, sowie indirekte Vorteile aus dem Emissionshandel und Vorteile aus Rückstellungen ergeben laut FÖS von 1955 bis 2022 eine inflationsbereinigte Fördersumme von insgesamt 169,4 Mrd. Euro.
Direkte Subventionen für die kommerzielle Stromerzeugung aus Kernenergie gab es in Deutschland nicht. Hohe staatliche Förderungen wurden für die Markteinführung der Kernenergie im Bereich Forschung und Entwicklung aufgewendet. In Westdeutschland beliefen sich diese zwischen 1956 und 1996 auf 25,9 Mrd. Deutsche Mark.
Die Betreiber kerntechnischer Anlagen sind verpflichtet, sämtliche Kosten für Stilllegung, Rückbau und Entsorgung radioaktiver Abfälle selbst zu tragen. Die Kommission zur Überprüfung der Finanzierung des Kernenergieausstiegs (KFK) wurde 2015 von der Bundesregierung eingesetzt und schätzte die Gesamtkosten für die Entsorgung auf 47,5 Mrd. Euro. Die KFK empfahl, dass der Staat die Endlagerung übernehmen und die Betreiber Mittel in einen öffentlich-rechtlichen Fonds einzahlen sollten. 2017 zahlten die Betreiber rund 24 Mrd. Euro in den Fonds zur Finanzierung der kerntechnischen Entsorgung (KENFO) ein, ohne eine Verpflichtung für Nachschüsse bei etwaigen Kostenerhöhungen. Die Kosten für Stilllegung, Rückbau und Verpackung des radioaktiven Abfalls sind darin nicht enthalten und bleiben bei den Unternehmen. In einem internationalen Vergleich zeigt sich, dass die für die Endlagerung von hochaktiven Abfällen in Deutschland veranschlagten Mittel deutlich höher sind als in vergleichbaren Ländern in Europa, wie Frankreich, Schweden und Finnland, ohne dass dadurch eine höhere Sicherheit garantiert ist.